# Хоцяновский, Александр Иосифович
Алекса́ндр Ио́сифович Хоцяно́вский (укр. Олександр Йосипович Хоцянівський; род. 20 июля 1990, Донецк) — украинский борец вольного стиля, представитель супертяжёлой весовой категории. Выступает за сборную Украины по борьбе начиная с 2011 года, бронзовый призёр чемпионата мира 2019 года, бронзовый призёр чемпионата Европы, обладатель серебряной медали Универсиады, победитель многих турниров национального и международного значения, участник летних Олимпийских игр в Лондоне и в Токио. Заслуженый мастер спорта Украины

## Биография
Александр Хоцяновский родился 20 июля 1990 года в городе Донецке Украинской ССР. Серьёзно заниматься борьбой начал в возрасте девяти лет, проходил подготовку в донецком спортивном клубе «Динамо». Впоследствии переехал на постоянное жительство в Киев, был подопечным заслуженного тренера Украины Григория Владимировича Данько.
Впервые заявил о себе в 2010 году, выиграв бронзовую медаль на европейском первенстве среди юниоров в Болгарии.
В 2011 году вошёл в основной состав украинской национальной сборной и побывал на чемпионате Европы в Дортмунде.
Благодаря череде удачных выступлений удостоился права защищать честь страны на летних Олимпийских играх 2012 года в Лондоне, однако в первом же поединке категории до 120 кг со счётом 0:3 потерпел поражение от турка Тахи Акгюля и сразу же выбыл из борьбы за медали. Также в этом сезоне впервые стал чемпионом Украины по вольной борьбе, выиграв в финале у Мурадина Кушхова, и победил на Кубке Союза армян Украины в Киеве, где в финале взял верх над Аленом Засеевым.
После лондонской Олимпиады Хоцяновский остался в главной борцовской команде Украины и продолжил принимать участие в крупнейших международных турнирах. Так, в 2013 году он стал серебряным призёром национального первенства, уступив в финале Засееву, и, будучи студентом, отправился представлять страну на летней Универсиаде в Казани, откуда привёз награду серебряного достоинства — в решающем поединке супертяжёлой весовой категории его остановил турок Таха Акгюль.
На чемпионате Европы 2014 года в Вантаа Александр Хоцяновский завоевал бронзовую медаль, в полуфинальной схватке его вновь победил Акгюль.
В 2015 году боролся на Европейских играх в Баку, заняв в супертяжёлом весе девятое место.
В 2019 году на чемпионате Европы в Бухаресте сумел завоевать бронзовую медаль. На предолимпийском чемпионате планеты в Казахстане в 2019 году в весовой категории до 125 кг, Александр завоевал бронзовую медаль и получил олимпийскую лицензию для своего национального Олимпийского комитета. 
За выдающиеся спортивные достижения удостоен почётного звания «Мастер спорта Украины международного класса».

## Награды
- Медаль «За труд и доблесть» (15 июля 2019 года) — за достижение высоких спортивных результатов на II Европейских играх у г.Минску (Республика Беларусь), проявленные самоотверженность и волю к победе[3].